# واخوو (استان اشوی‌داشکسیه)
واخوو (به لهستانی: Łachów) یک منطقهٔ مسکونی در لهستان است که در گمینا وشچووا واقع شده‌است.